# Szkoła Główna Warszawska

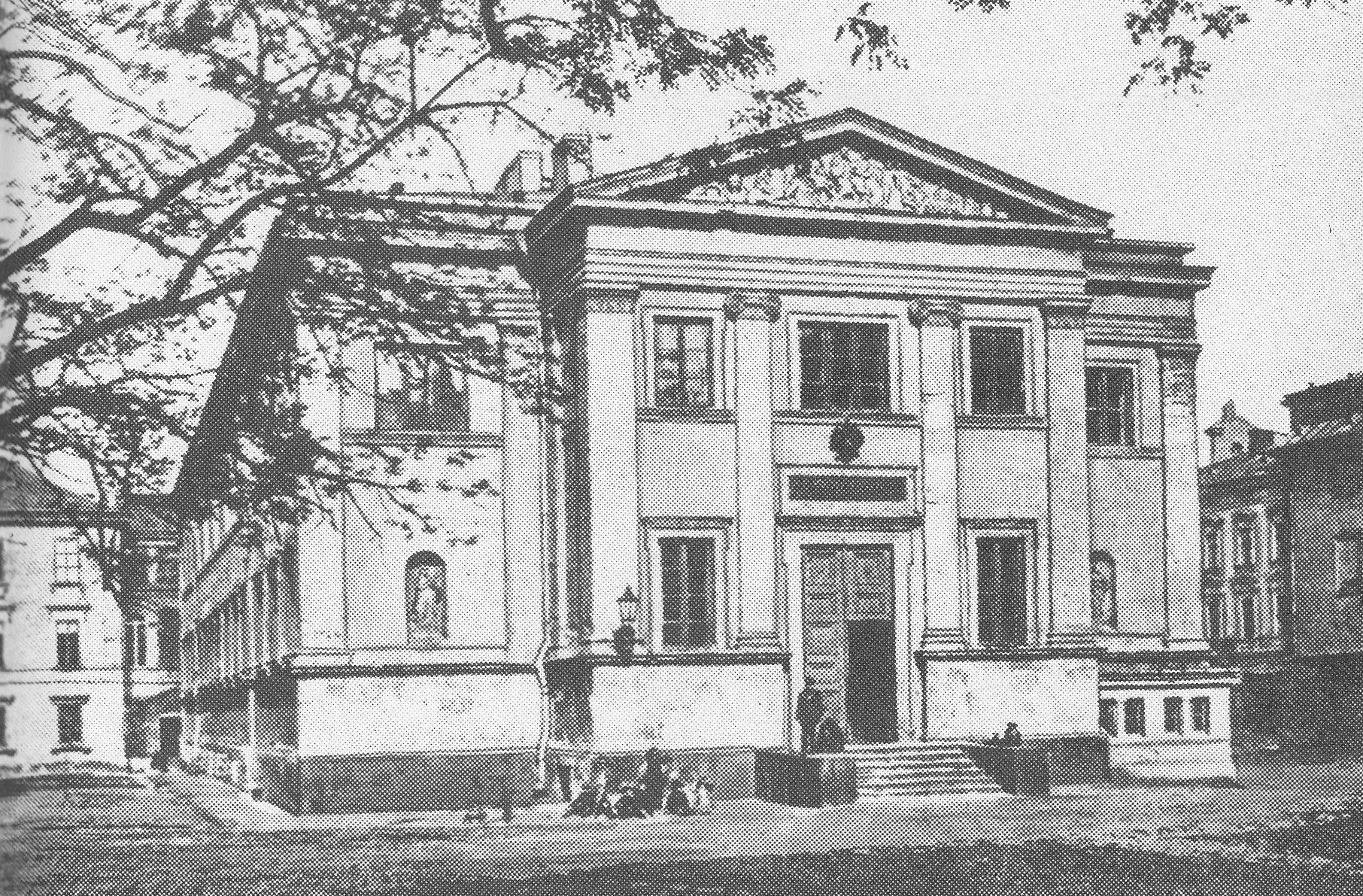
Budynek Szkoły Głównej w kampusie centralnym Uniwersytetu Warszawskiego

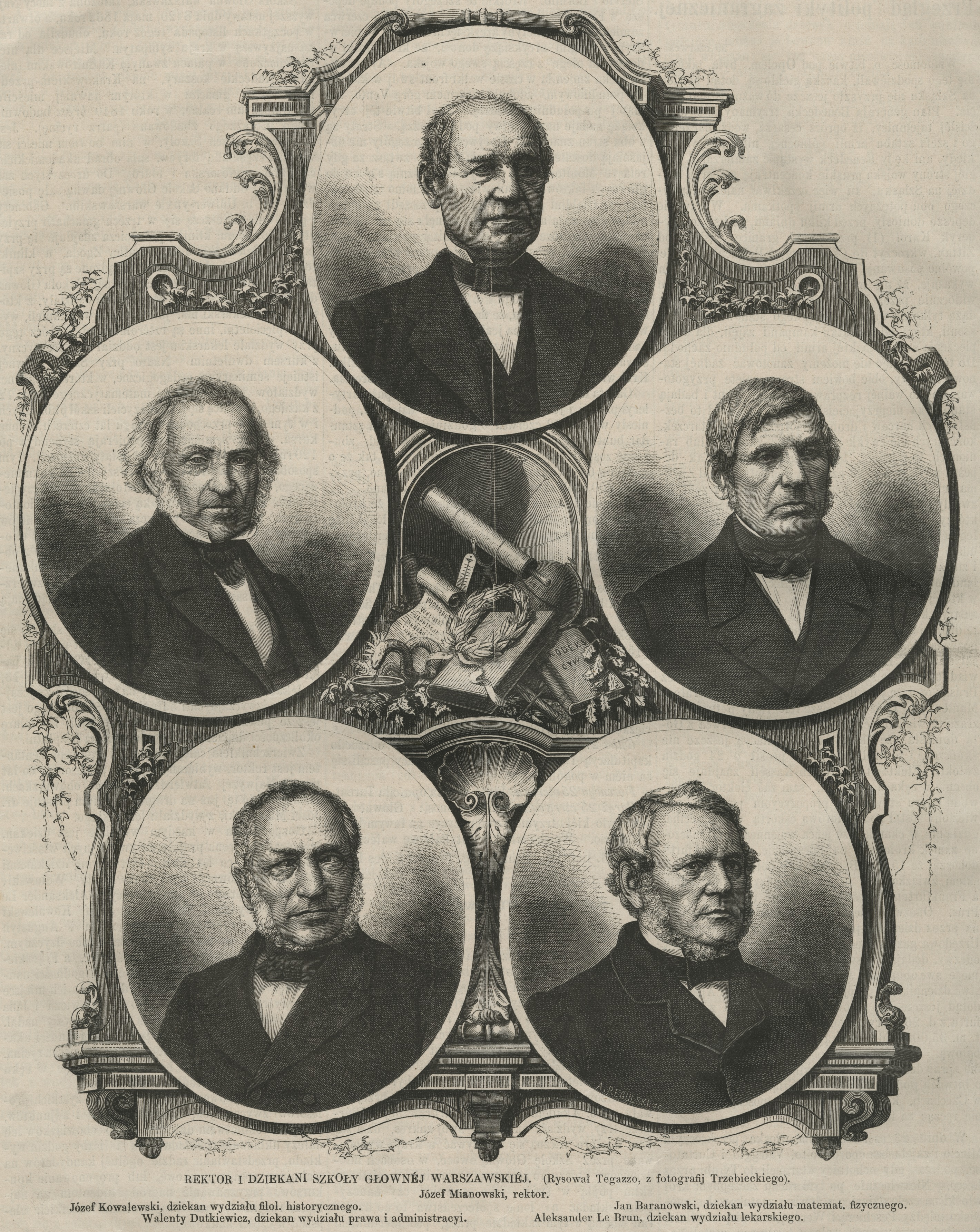
Józef Mianowski, rektor; Józef Kowalewski, dziekan wydziału filolog.-historycznego; Jan Baranowski, dziekan wydziału matematyczno-fizycznego; Walenty Dutkiewicz, dziekan wydziału prawa i administracyi; Aleksander Antoni Le Brun, dziekan wydziału lekarskiego. Tygodnik Ilustrowany z 1866 r.

Szkoła Główna Warszawska – uczelnia w Warszawie z językiem wykładowym polskim działająca w latach 1862–1869.

## Historia
Szkoła Główna Warszawska powołana została w czerwcu 1862 przez dyrektora Komisji Rządowej Wyznań Religijnych i Oświecenia Publicznego Aleksandra Wielopolskiego na mocy ukazu cesarza Aleksandra II. Powstała na bazie rozwiązanej w 1862 r. Akademii Medyko-Chirurgicznej. Mieściła się w budynkach skasowanego w 1831 r. przez władze rosyjskie Uniwersytetu Warszawskiego. Jej rektorem został Józef Mianowski.
Została zamknięta w listopadzie 1869 w ramach represji po powstaniu styczniowym.

## Wydziały
Posiadała 4 wydziały:
- Prawa i Administracji
- Filologiczno-Historyczny
- Matematyczno-Fizyczny
- Lekarski

## Wykładowcy
- Wydział Lekarski
  - Ignacy Baranowski
  - Włodzimierz Brodowski
  - Tytus Chałubiński
  - Bronisław Chojnowski
  - Benedykt Dybowski
  - Polikarp Girsztowt
  - Adam Glisczyński
  - Herman Fudakowski
  - Ludwik Hirszfeld
  - Henryk Fryderyk Hoyer
  - Witold Jodko-Narkiewicz
  - Hipolit Korzeniowski
  - Julian Kosiński
  - Aleksander Antoni Le Brun
  - Ludwik Adolf Neugebauer
  - Władysław Orłowski
  - Romuald Pląskowski
  - Wiktor Feliks Szokalski
  - Władysław Tyrchowski(inne języki)
  - Ferdynand Werner
- Wydział Matematyczno-Fizyczny
  - Jerzy Aleksandrowicz
  - Tytus Babczyński
  - Jan Baranowski
  - Julian Bayer
  - Julian Dudrewicz
  - Augustyn Frączkiewicz
  - Karol Jurkiewicz
  - Jan Kowalczyk
  - Władysław Kwietniewski(inne języki)
  - Erazm Langner
  - Władysław Łubieński
  - Napoleon Milicer
  - Jakub Natanson
  - Nikodem Pęczarski
  - Adam Prażmowski
  - Stanisław Przystański
  - Roman Wawnikiewicz(inne języki)
  - Władysław Zajączkowski
- Wydział Prawa i Administracji
  - Antoni Białecki
  - Stanisław Budziński
  - Hipolit Chwalibóg(inne języki)
  - Walenty Dutkiewicz
  - Teodor Dydyński
  - Władysław Holewiński
  - Józef Kasznica
  - Zdzisław Korzybski(inne języki)
  - Franciszek Maciejowski
  - Walenty Miklaszewski
  - Józef Oczapowski
  - Władysław Okęcki
  - Antoni Okolski
  - Paweł Popiel
  - Roman Wierzchlejski
  - Jan Kanty Wołowski
- Wydział Filologiczno-Historyczny
  - Adam Bełcikowski
  - Mikołaj Berg
  - Władysław Choroszewski(inne języki)
  - Celestyn Dinsart
  - Karol Estreicher
  - Franciszek Bolemir Kwiet
  - Adrian Kopyłow
  - Julian Kotkowski(inne języki)
  - Józef Kowalewski – dziekan Wydziału Filologiczno-Historycznego
  - Franciszek Kuszel
  - Ludwik Karol Lambert
  - August Lazzarini
  - Fryderyk Henryk Lewestam
  - Antoni Mierzyński
  - Jan Papłoński – profesor gramatyki porównawczej
  - Adolf Pawiński
  - Stefan Pawlicki
  - Józef Kazimierz Plebański
  - Piotr Polewoj
  - Józef Przyborowski
  - Jan Sulima Sawinicz
  - Julian Skupiewski(inne języki)
  - Henryk Struve
  - Augustyn Szmurło[2]
  - Aleksander Tyszyński
  - Piotr Wejnberg
  - Zygmunt Węclewski
  - Jan Szczepan Wolfram(inne języki)
  - Jan Zejdowski